# Kudići
Kudići falu Bosznia-Hercegovinában, a Bosznia-hercegovinai Föderáció Una-Szanai kantonjában. Közigazgatásilag Velika Kladušához tartozik.

## Fekvése
Bosznia-Hercegovina északnyugati részén, Bihácstól légvonalban 30, közúton 53 km-re északra, Velika Kladušától légvonalban 11, közúton 19 km-re délre, a Peć dombjain fekszik. A község legmagasabban fekvő települése.

## Népessége
| Nemzetiségi csoport | Népesség 1991 | Népesség 2013 |
| ------------------- | ------------- | ------------- |
| Szerb               | 0             | 0             |
| Bosnyák             | 1380          | 834           |
| Horvát              | 0             | 1             |
| Jugoszláv           | 2             | 0             |
| Egyéb               | 4             | 202           |
| Összesen            | 1386          | 1037          |

## Története
A település, mely Peć dombjain alakult ki már a középkorban is létezett. Keresztény templomának maradványai a Crkvina nevű helyen találhatók. Valószínűleg a török hódítás során rombolták le.
A helyiek szerint a kudići mecset ősidők óta létezett, még sokan emlékeznek a Jugoszláv Királyság idejében épült famecsetre. Lebontása után kőmecsetet építettek. Ez a mecset 1980-ig létezett, amikor is egy új mecset építése vált indokolttá. Az alapítási ünnepséget 1982. május 2-án tartották, megnyitására 1983. szeptember 24-én került sor. A mecset teljesen fel van szerelve mindennel, amivel egy mecsetnek rendelkeznie kell, hogy megfeleljen a gyülekezet igényeinek. A kudići gyülekezetben ma imámként és muallimként Asim Dizdarević efendi látja el a szolgálatot. 

## Nevezetességei
- A falu mecsete 1980 és 1982 között épült. A mecset méretei 16×13 méter, minaretje 32 méter magas. 400-500 hívő fér el benne..[4]

- A boszniai háború áldozatainak emlékművét 2017. december 30-án avatták fel. Az emlékmű a falu 22 áldozatának tiszteletére készült. A legfiatalabb személy, akinek a neve szerepel ezen az emlékművön, Nurfet Miskić, aki mindössze 14 éves volt. A legtöbb áldozat a Kudić, Miskić, Babić családok közül került ki.[5]

- A falu középkori temploma a Crkvina nevű helyen állt. A maradványok alapján keletelt épület, melynek hosszúsága 11 méter, szélessége 8 méter volt. A maradványokat Branka Raunig azonosította.[6]